# 양자구속효과

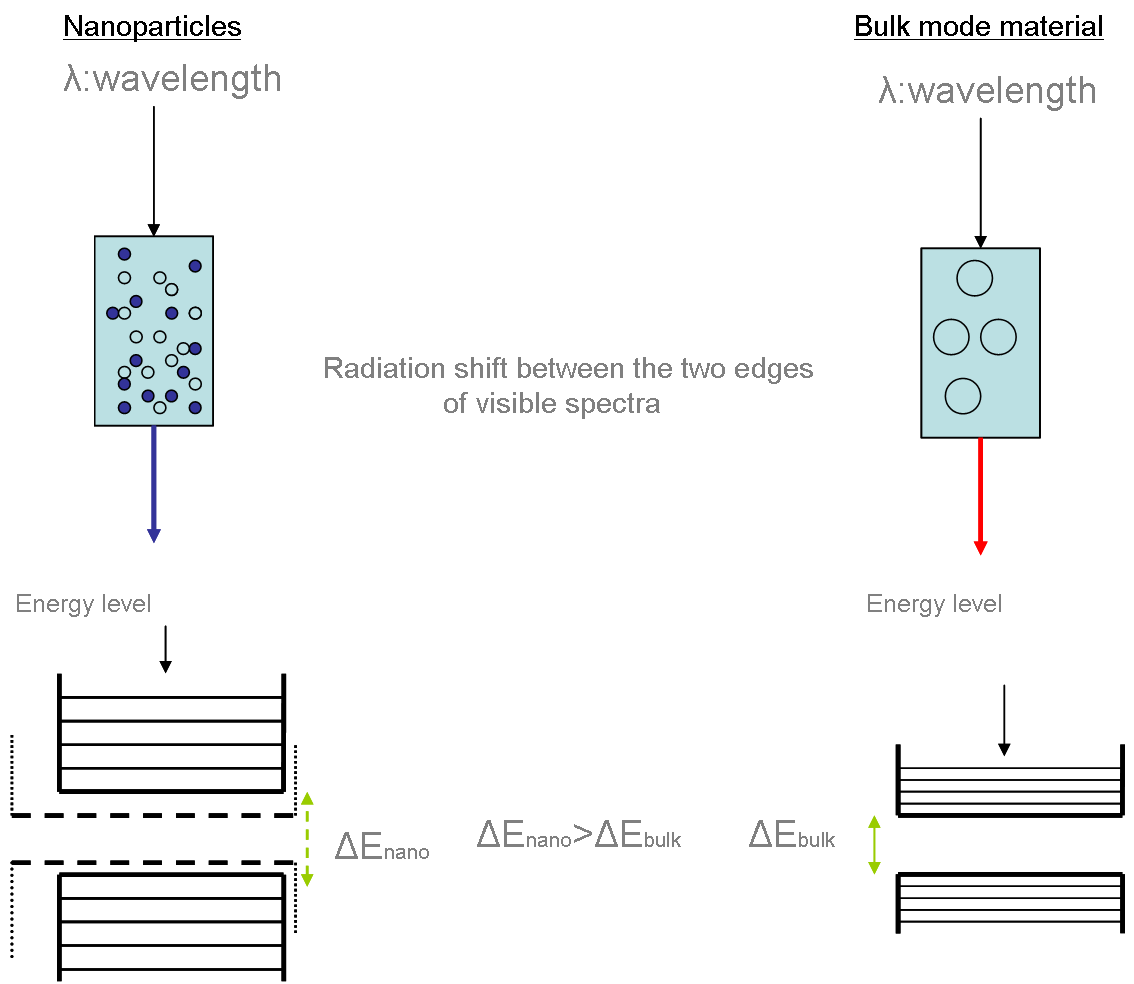

양자구속효과(quantum confinement effect) 또는 양자제한효과는 나노입자의 경우, 입자 공간 벽에 의해 전자가 불연속적인 에너지 상태를 형성하는 현상이다.
공간의 크기가 작아지면 전자의 에너지 상태가 높아져 넓은 띠 에너지를 가진다. 반대로 공간의 크기가 커지면 전자의 에너지 상태가 낮아져 좁은 띠 에너지를 가진다.
물질의 직경이 전자파 함수의 드 브로이 파장과 동일한 크기일 경우 양자 구속을 관찰할 수 있다. 재료가 나노 크기일 때, 그 전자적 특성과 광학적 특성은 벌크 재료의 특성과 크게 차이가 난다. 입자는 입자의 파장에 비해 구속차원이 클 때 마치 자유로운 것처럼 행동한다. 이 상태에서는 연속적인 에너지 상태로 인해 밴드갭이 원래의 에너지로 남아 있다. 그러나, 일반적으로 나노크기의 결합 치수가 감소하고 일정한 한계에 도달함에 따라 에너지 스펙트럼은 불연속하게 된다. 그 결과, 밴드갭은 크기에 의존하게 된다. 이것은 궁극적으로 입자의 크기가 감소함에 따라 빛 방출의 청색 편이를 초래한다.